# Гром на холме
«Гром на холме» (англ. Thunder on the Hill) — фильм нуар режиссёра Дугласа Серка, который вышел на экраны в 1951 году.
Фильм рассказывает о монахине монастыря в Северной Англии (Клодетт Кольбер), которая берётся доказать невинность молодой девушки Валери Карнс (Энн Блит), приговорённой к смертной казни за убийство собственного брата. Большая часть фильма происходит в течение суток во время сильнейшего наводнения, в результате которого многие местные жители, а также Валери в сопровождении конвоя вынуждены искать убежища в стенах монастыря.
Современные критики дали фильму высокую оценку, отметив грамотный сценарий, напряжённость и искренность повествования, а также высококлассную актёрскую игру.

## Сюжет
В графстве Норфолк проливные дожди угрожают затопить некоторые деревни, и местные жители ищут укрытия от наводнения в монастыре Реймской богоматери, который расположен на высоком холме. Сестра-хозяйка Мария Бонавентура (Клодетт Кольбер) занята размещением прибывающих как в здании монастыря, так и в монастырской больнице. Справедливость и чёткое соблюдение правил в работе сестры Марии раздражает медсестру больницы Филлипс (Филлис Стенли), которая обвиняет её в излишней требовательности к людям, что в своё время довело сестру Марии до самоубийства. Переживая эти воспоминания, Мария рассказывает Матери-настоятельнице (Глэдис Купер), что до сих пор не может обрести покой после того, как не позволила своей сестре выйти замуж за проходимца, в результате чего та покончила с собой. Это случилось восемь лет назад, и после этого Мария пришла в монастырь, со временем став сестрой-хозяйкой монастырской больницы. В общей сложности за вечер Мария разместила и накормила почти 200 человек, среди которых 85 являются постоянными пациентами монастырской больницы, а остальные пришли из деревень, спасаясь от стихийного бедствия.
В этот момент в монастырь в поисках укрытия заезжает сержант Меллинг (Гевин Мьюр), который сопровождает осуждённую за убийство Валери Карнс (Энн Блит) и её надзирательницу Пирс (Норма Ворден). Валери должны доставить в тюрьму города Норидж, где на следующий день по приговору суда её должны повесить. Местные жители, прекрасно осведомлённые о деле Валери, негативно воспринимают её появление в монастыре. Тем не менее Мария, вопреки их молчаливому осуждению, проявляет сострадание к девушке, и пытается утешить её. Тем временем выясняется, что все дороги из монастыря затоплены, и для того, чтобы спуститься в город, может потребоваться 2-3 дня. Немного придя в себя, Валери рассказывает сестре Марии, что восхищалась своим братом, композитором и пианистом Джейсоном Карнсом, который в течение последнего года тяжело болел. У Марии сразу же складывается впечатление, что Валери не убивала брата. Она обращается за разъяснениями к главному врачу монастырской больницы, доктору Эдварду Джеффрису (Роберт Дуглас), который рассказывает, что лечил Джейсона как врач. По его словам, Джейсон был негодяем и алкоголиком, что и довело его до болезни. Эдвард прописал ему таблетки, которые ежедневно давала ему Валери. Однажды Эдвард слышал, как Валери якобы сказала, что хотела бы, чтобы брат умер. Эти слова, а также некоторые косвенные улики суд посчитал достаточным основанием для того, чтобы признать Валери виновной в убийстве брата путём отравления смертельной дозой лекарства. Изабель (Энн Кроуфорд), жена доктора Джеффриса, явно сочувствует Валери и не считает её виновной. Она хочет навестить Валери, однако сержант Меллинг не пускает её. Валери играет на фортепиано музыку своего брата, что трогает Марию, и она заключает для себя, что Валери не виновна, и ей надо помочь это доказать. Валери просит Марию привести к ней её возлюбленного Сидни Кингема (Филип Френд), который живёт в Норидже. Уилли (Майкл Пейт), слабоумный слуга Карнсов, говорит Марии, что Валери — добрая и хорошая девушка. Сестра-кухарка Джозефина (Конни Гилкрист) также сочувствует Валери. Мария говорит им, что ей срочно нужно попасть в Норидж, одновременно вместе с сестрой Джозефиной начиная изучать по старым газетам все материалы по делу Валери. Тем временем, увидев на столе у жены фотографию Джейсона, доктор Джеффрис забирает её, после чего даёт явно подавленной Изабель успокаивающее лекарство, предупреждая, чтобы она не вмешивалась в это дело.
Вскоре появляется Уилли, который сообщает Марии, что нашёл лодку, на которой они могут добраться до города. В вечерней мгле они плывут по затопленной местности, и Уилли рассказывает, что Джейсон плохо обращался с Валери, а его обвинил в краже письма, хотя Уилли нашёл его уже после смерти Джейсона. Уилли не читал письмо, а забрал его, чтобы наслаждаться исходившим от него ароматом сирени. По прибытии в Норидж Мария находит Сидни в местном пабе, где тот пьёт, горюя по возлюбленной. Хотя Сидни, который внимательно следил за процессом, считает Валери виновной, Мария заставляет его собраться с силами и плыть к Валери. По возвращении в монастырь Уилли разбивает лодку, чтобы сержант не смог увезти на ней Валери в город. Пока Валери и Сидни страстно обнимаются, сержант обвиняет Марию в том, что она сразу не сообщила ему о лодке и что допустила её уничтожение, не остановив Уилли. Вскоре появляется Уилли, который передаёт Марии украденное письмо. Хотя на нём нет подписи, очевидно, что это письмо от женщины из Нориджа, которая влюблена в Джейсона. В связи с появлением нового фигуранта Мария решает добиваться пересмотра дела. Тем временем сержант пишет на Марию рапорт матери-настоятельнице, после чего та категорически запрещает Марии вмешиваться в дело Валери. Тем не менее, Мария продолжает расследование, сообщая доктору Джеффрису о письме и выясняя у доктора подробности дела. Тот рассказывает, что прописал Джейсону принимать по одной таблетке в день, однако в день смерти кто-то дал ему три таблетки, и он умер от передозировки. Перед этим у Джейсона случился второй инсульт, и Валери спасла его, послав за врачом. Однако затем она отказалась отправлять брата в больницу, решив заботиться о нём самостоятельно. Мать-настоятельница снова просит Марию прекратить расследование, однако та показывает ей полученное от Уилли письмо, говоря, что в деле замешан кто-то ещё. Чтобы остановить Марию, настоятельница бросает письмо в камин заявляя, что упрямство Марии приносит всё больший вред окружающим. Тем временем кто-то бьёт Уилли по голове, после чего обыскивает его комнату. Некоторое время спустя Изабель просит мужа вернуть её письмо, которое она писала Джейсону, на что он отвечает, что письмо у Уилли. Доктор предупреждает жену, что если она не перестанет бредить, то он будет вынужден отправить её в психиатрическую лечебницу. Тем временем Мария занимается своими прямыми обязанностями, ухаживая за больными и помогая выхаживать новорождённого младенца. Вскоре налаживается телефонная связь, и Сидни, понимая, что Валери вскоре увезут в тюрьму, умоляет Марию помочь им бежать, однако та отказывается.
В этот момент Джозефина приносит новые газетные вырезки о процессе. Читая их, Мария замечает расхождения в показаниях больничного фармацевта Абеля Хармера (Джон Эбботт) относительно ключей на его связке. Зайдя к нему в лабораторию, Мария выясняет, что в день убийства ключ от хранилища ядов оказался не на своём месте в связке, а значит, кто-то его снимал. Их разговор подслушивает доктор Джеффрис. Проходя мимо комнаты Изабель, Мария слышит, как та отказывается принимать седативные лекарства, которыми пичкает её муж. После ухода Джеффриса Мария заходит к Изабель, которая подтверждает, что любовное письмо Джейсону написала она. Далее Изабель рассказывает, что у неё с Джейсоном был роман, и они собирались вместе бежать, так как при надлежащем лечении он должен был вскоре стать на ноги. Однако Джеффрис узнал об их романе и из ревности убил Джейсона, а затем подставил Валери. Мария пытается отвести ослабевшую Изабель к сержанту, однако Джеффрис обманом загоняет Марию на колокольню. Он говорит, что любит Изабель настолько, что готов пойти на всё, чтобы сохранить её. Он надвигается на Марию, которая, отступая, цепляется за верёвку колокола, который начинает звонить. Услышав звон, Сидни бросается ей на помощь, после чего начинается драка между Сидни и Джеффрисом, в которой Сидни одерживает верх. Полиция арестовывает Джеффриса, Валери и Сидни целуются, а Мария говорит Матери-настоятельнце, что знает, как Бог отобрал своих слуг служить человечеству.

## В ролях
- Клодетт Кольбер — сестра Мария
- Энн Блит — Валери Карнс
- Роберт Дуглас — доктор Джеффрис
- Энн Кроуфорд — Изабель Джеффрис
- Филип Френд — Сидни Кингем
- Глэдис Купер — мать-настоятельница
- Майкл Пейт — Уилли
- Джон Эбботт — Абель Хармер
- Конни Гилкрист — сестра Джозефина
- Гэвин Мьюир — Меллинг
- Филлип Стэнли — медсестра Филлипс
- Норма Варден — Пирс
- Валери Кардью — медсестра Колби
- Квини Леонард — миссис Смитсон
- Патрик О’Мур — мистер Смитсон
- Гертруда Астор — селянка (в титрах не указана)

## Создатели фильма и исполнители главных ролей
Режиссёр фильма Дуглас Серк родился в Германии в датской семье. Он начинал свою режиссёрскую карьеру в Германии, однако в 1937 году покинул эту страну. К 1941 году Серк перебрался в США, где в 1943 году поставил свой первый голливудский фильм «Безумец Гитлера». В дальнейшем он прославился фильмами нуар «Соблазнённый» (1947) и «Спи, моя любовь» (1948), а также мелодрамами «Всё, что дозволено небесами» (1955), «Слова, написанные на ветру» (1956) и «Имитация жизни» (1959).
Клодетт Кольбер в 1935 году завоевала «Оскар» за главную роль в романтической комедии «Это случилось однажды ночью» (1934), после чего ещё дважды номинировалась на эту награду за роли в мелодрамах «Частные миры» (1935) и «С тех пор как вы ушли» (1944). Позднее она сыграла в военных мелодрамах «Сквозь горе, тоску и утраты» (1943) и «Вечное завтра» (1946), а также в нуарах «Спи, моя любовь» (1948), который поставил Серк и «Тайная ярость» (1950).
Энн Блит известна по фильму нуар «Милдред Пирс» (1945), фэнтези-мелодрамам «Мистер Пибоди и русалка» (1948) и «Дом на площади» (1951), а также историческому экшну «Мир в его руках» (1952) и приключенческой мелодраме «Все братья были храбрецами» (1953).
В этом фильме свою первую роль в американском кино сыграла популярная британская актриса Энн Кроуфорд, которая пять лет спустя умрёт от лейкемии в возрасте 35 лет. Фильм стал дебютом в американском кино и для рождённого в Австралии актёра Майкла Пейта. Впоследствии Пейт сыграет в десятках американских фильмов и телепрограмм, чаще всего вестернов, а в конце 1970-х годов вернётся в Австралию. Он продолжит играть и писать в Австралии, где в 1979 году поставит австралийский фильм «Тим» (1979) с Мелом Гибсоном и Пайпер Лори.

## История создания фильма
Рабочими названиями этого фильма были «Написано на ветру» (англ. Written on the Wind) и «Бонавентура» (англ. Bonaventure).
Согласно информации в газете «Лос-Анджелес Экспресс» от 15 февраля 1947 года, фильм изначально должен был основываться на скандале 1932 года, в котором эстрадная певица Либби Холман (англ. Libby Holman) была заподозрена в убийстве своего мужа-миллионера Закари Смита Рейнольдса (англ. Zachary Smith Reynolds). В феврале 1947 года «Лос-Анджелес Экспресс» сообщил, что история была существенно изменена, «чтобы предотвратить любую возможность юридических проблем» с семьёй Рейнольдсов.
7 апреля 1948 года «Голливуд Репортер» написал, что в соответствии с первоначальным планом, Джоан Фонтейн и Берт Ланкастер должны были играть главные роли, но производство фильма было отложено до января 1949 года из-за беременности Фонтейн.

## Оценка фильма критикой
Как написал современный критик Хэл Эриксон, «театральный хит Вест-Энда Шарлотты Гастингс (англ. Charlotte Hastings) „Бонавентура“ (англ. Bonaventure) был искусно перенесён на американский экран под названием „Гром на холме“». По мнению Эриксона, это «вызывающий учащённое сердцебиение детективный фильм с великолепной, насыщенной тенями кульминацией на монастырской колокольне».
По мнению Денниса Шварца, это «напряжённая мелодрама о монахине, раскрывающей убийство», которая «умело поддерживает клаустрофобию и напряжённость, следуя правилам детективного кино. Сюжет может показаться сыроватым, но актёрская игра первоклассная, история убедительная, а мрачный фон монастыря хорошо использован для создания атмосферы напряжённого поиска преступника на всём протяжении картины».
Рецензент журнала TV Guide назвал картину «небольшим, но тем не менее увлекательным произведением Сирка», который «поставил эту прекрасную мелодраму с Клодетт Кольбер в роли монахини английского монастыря, которая убеждается в том, что приговорённая к смерти за убийство Блит не убивала своего брата». Рецензент подчёркивает, что «Сирк успешно использует бушующую природу, чтобы подчеркнуть не менее бурные эмоции своих персонажей».
Леонард Молтин охарактеризовал фильм как «искреннюю и интересную драму», особенно выделив «прекрасную игру Глэдис Купер в роли настоятельницы монастыря».